# Магомедшапиев, Абдулкасим Багаутдинович
Абдулкасим Багаутдинович Магомедшапиев (15 октября 2001, п.г.т. Манас, Карабудахкентский район, Дагестан, Россия) — российский спортсмен, специализируется по ушу. Чемпион России. Кандидат в мастера спорта России.

## Спортивная карьера
Уроженец Манаса. Ушу-саньда начал заниматься в халимбекаульской спортивной школе «Пять сторон света», где тренировался у Магомеда Гаджиева. В феврале 2016 года в Избербаше стал победителем Первенства Дагестана среди юношей 13-14 лет. Далее стал представлять губденскую школу ушу, где занимался под руководством Магомед-Али Магомедова. В июне 2022 года в Махачкале выиграл на открытом Кубке России по Nomad MMA. В апреле 2024 года в Москве, победив в финале Али Абдулхаликова из Дагестана, стал чемпионом России. В середине июня 2024 года стало известно, что он выступит на играх БРИКС в Казани, где уступив в финале китайцу Гаофеи Фан, стал серебряным призёром.

## Спортивные достижения
- Чемпионат России по ушу 2024 — ;
- Спортивные игры БРИКС 2024 — ;